# Teorema de Ostrowski y Reich
El Teorema de Ostrowoski-Reich es un teorema asociado a las técnicas de relajación en Análisis numérico que puede enunciarse como sigue:
Sea un sistema lineal de ecuaciones de la forma A{x}={b}, siendo A la matriz de coeficientes, {x} el vector de incógnitas, y {b} el vector de términos independientes. Si se quiere resolver el sistema según una técnica de relajación tal que el coeficiente de relajación sea 0<ω<2, con A una matriz definida positiva, entonces la técnica de relajación convergerá para cualquier vector inicial aproximación de la solución.
Si además A es tridiagonal,entonces la elección óptima del coeficiente de relajación vendrá dada por la expresión:

{\displaystyle w={\dfrac {2}{1+{\sqrt {1-\rho (T)}}}}\,}

donde {\displaystyle \rho (T)} es el radio espectral de la matriz de transformación del método de Gauss-Seidel asociado al sistema en cuestión.
- Datos: Q2886194